# Apanteles arundinariae
Apanteles arundinariae är en stekelart som beskrevs av De Saeger 1944. Apanteles arundinariae ingår i släktet Apanteles och familjen bracksteklar. Inga underarter finns listade i Catalogue of Life.